# 舊城主崗哨 (德勒斯登)

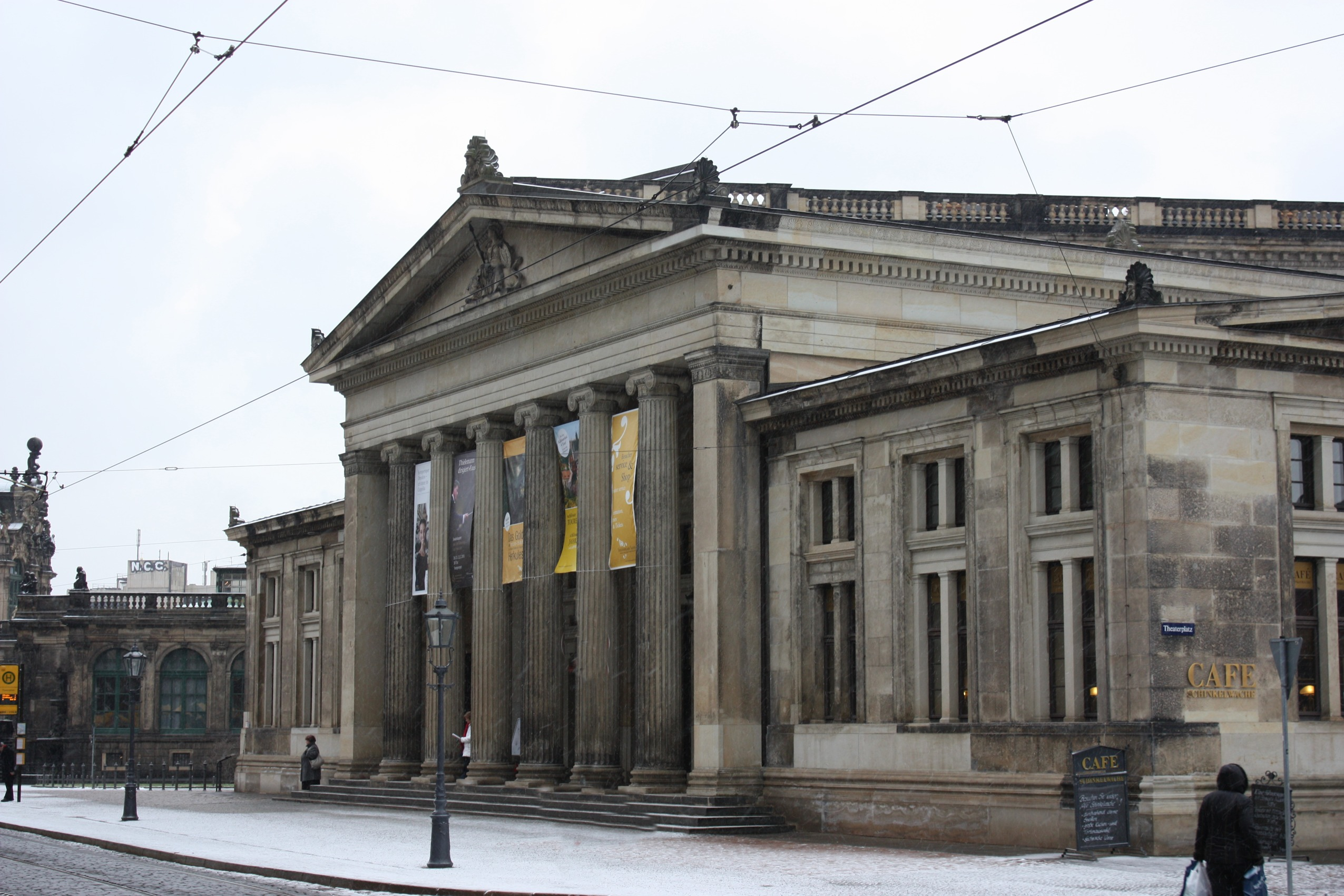
舊城派出所(2011)

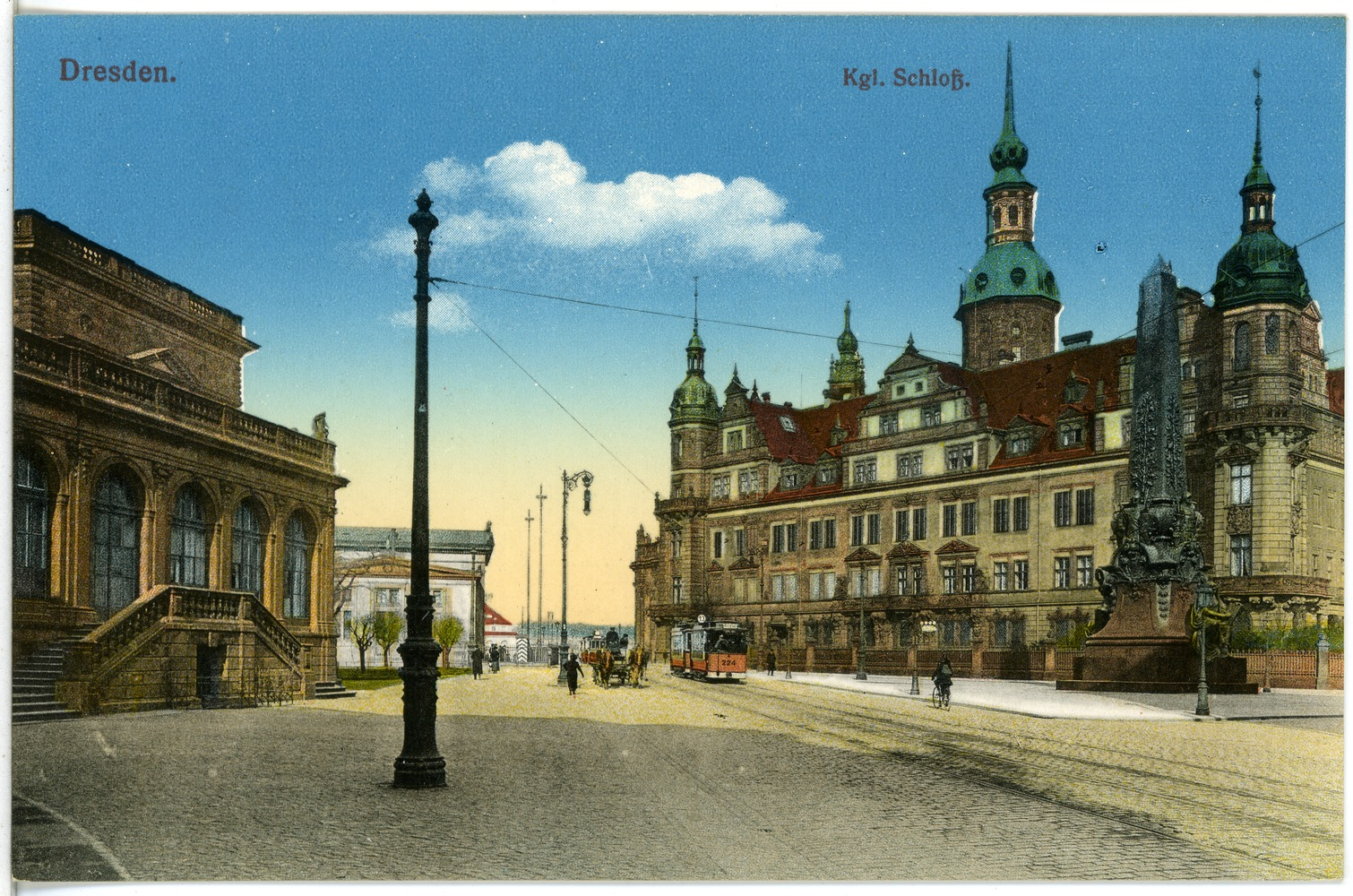
隔著Sophienstraße的對面是宮廷教堂

老城主岡哨（德語：Altstädter Wache, Schinkelwache）建於1830至1832年，是德勒斯登內老城區劇院廣場上的一棟建築。建築師為卡爾·弗里德里希·申克爾。此建築於德勒斯登轟炸中被完全燒毀。重建工作在十年後進行，於1956年完工。建築的外觀依舊和原設計相同，室內則採現代的樣式。重建完後的建築用於行政辦公，直到森柏歌劇院於1985年修復完工後，此建築改成售票中心，現在同時也是旅遊服務中心和咖啡廳。
建築風格遵守柏林晚期的古典主義，因此與德勒斯登的風格不太相同。

## 外部連結
- Semperoper Vorverkaufsstelle: Schinkelwache （页面存档备份，存于）